# Campionati europei di slittino 1953
I Campionati europei di slittino 1953 sono stati l'11ª edizione della competizione.
Si sono svolti a Cortina d'Ampezzo, in Italia.

## Medagliere
| Pos.   | Nazione        | Oro | Argento | Bronzo | Totale |
| ------ | -------------- | --- | ------- | ------ | ------ |
| 1      | Austria        | 2   | 3       | 2      | 7      |
| 2      | Germania Ovest | 1   | 0       | 1      | 2      |
| Totale | Totale         | 3   | 3       | 3      | 9      |

## Podi
| Evento            | Oro                         | Argento                  | Bronzo                    |
| Singolo Maschile  | Paul Aste                   | Heinrich Isser           | Albert Krauss             |
| Doppio Maschile   | Hans Krausner Wilhelm Lache | Paul Aste Heinrich Isser | Erich Raffl Stefan Schöpf |
| Singolo Femminile | Maria Isser                 | Liesl Seewald            | Rosa Perz                 |